# Drassodes difficilis
Drassodes difficilis es una especie de araña araneomorfa del género Drassodes, familia Gnaphosidae. La especie fue descrita científicamente por Simon en 1878.
La longitud del cuerpo de la hembra es de 7,80-9,55 milímetros. La especie se distribuye por España, Francia, Italia y Turquía.